# موقع ارتباط

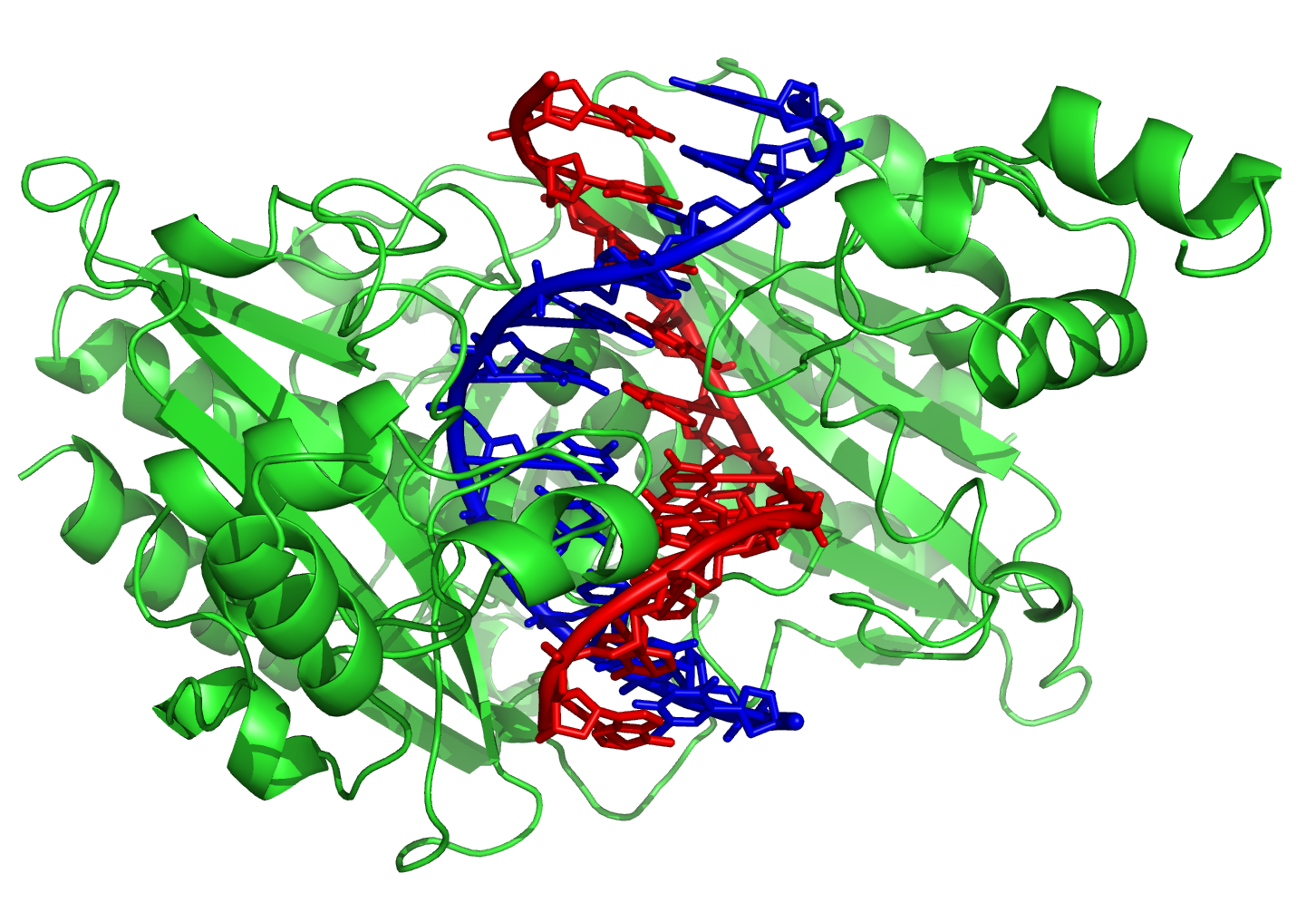
إنزيم التقييد EcoRV في مركب مع ركيزة الدنا خاصته. وله القدرة على التعرف على موقع الارتباط.

موقع الارتباط في الكيمياء الحيوية هو منطقة محددة في بروتين أو قطعة دنا أو رنا يمكن أن تُشكل فيها الربائط (جزيئات معينة أو أيونات) رابطة كيميائية، يوجد توازن كيميائي بين الربائط المرتبطة وغير المرتبطة.
التشبع هو نسبة مواقع الارتباط المشغولة من المواقع الكلية خلال زمن معين، حين يمكن لأكثر من نوع واحد من الربائط الارتباط موقع ارتباط، يمكن لهذه الرابائط التنافس بينها.
تبدى مواقع الاتباط كيميائية خاصة كذلك: كقياس أنواع الربائط التي ستقوم بالارتباط وألفتها الكيميائية؛ التي هي عبارة عن قياس قوة الرابطة الكيميائية. مواقع الارتباط في الغالب مكونات مهمة في الخصائص الوظيفية للجزيئات الحيوية، على سبيل المثال: خصائص الموقع النشط لركيزةٍ بالنسبة لإنزيم أساسية لصياغة آلية التفاعل المسؤولة على التغير الكيميائي من الركيزة إلى الناتج.
يمكن لمواقع الارتباط في البروتينات في بعض الأحيان التعرف على بروتينات أخرى، حين يتعرف موقع ارتباط بروتين أول مع موقع ارتباط بروتين ثان تتشكل رابطة غير تساهمية بين سلسلتي عديدي البيبتيد (ببتيد) ويتشكل بروتين جديد مشترك.
موقع ارتباط عامل النسخ الموجود بالدنا هو نوع من أنواع مواقع الارتباط أكثر خصوصية، تكرار ظهور أنماط قصيرة في الدنا يشير إلى مواقع ارتباط مخصصة بتسلسل معين لبروتينات مثل النوكليازات وعوامل النسخ، الارتباط بالريبوسوم، معالجة الرنا الرسول، وإنهاء عملية النسخ تتم كلها كذلك عن طريق هذه التسلسلات. توقُعُ مواقع ارتباط البروتين (خاصة عوامل النسخ) في الدنا أصبح مؤخرا مجال بحث نشط وتم إنتاج عدة وسائل من أجل ذلك. مع قدوم التعلم المتعمق تم ابتكار طرق جديدة وأكثر دقة ، تستفيد هذه الطرق في الغالب من حجم البيانات الكبير المتاح والذي تم تحصيله من تكنولوجيات متطورة عالية الإنتاج، مثل المصفوفات الميكروية التي يرتبط بها البروتين ، واستخدام وحدات التعلم المتعمق مثل الشبكات العصبونية الاتفافية (CNNs) والشبكات العصبونية المتكررة (RNNs).
توجد مواقع الارتباط في الأجسام المضادة كذلك كمناطق تشفير محددة ترتبط بمولدات الضد بناء على بنيتها ، اقتُرِحت العديد من وحدات وتطبيقات تعلم الآلة لتعريف وتحديد مواقع الارتباط  بما في ذلك تقنيات تتعلق بشبكات عصبونية الاتفافية ثلاثية الأبعاد.